# 김경주 (시인)
김경주(1976년 ~ )는 대한민국의 시인이다. 광주광역시에서 태어나 서강대학교 철학과를 졸업하고 한국예술종합학교 음악창작협동과정에 대본및작사 전공으로 예술전문사를 취득했다. 2009년 제3회 「시작문학상」, 제17회 「오늘의 젊은 예술가상」, 제28회 「김수영문학상」을 수상했다. 2011년부터 2013년까지 동덕여자대학교 문예창작학과 초빙교수를 맡았다.

## 약력
2003년 《대한매일》(현 《서울신문》) 신춘문예에 〈꽃 피는 공중전화〉 외 5편이 당선되어 등단했다. 2009년 제3회 「시작문학상」, 제17회 「오늘의 젊은 예술가상」, 제28회 「김수영문학상」을 수상했다. '불편' 동인으로 활동하고 있다. 2016년 《동아일보》 신춘문예에 <태엽>으로 당선되어 극작가로 등단했다.

## 수상
- 2009년 제3회 「시작문학상」
- 2009년 제17회 「오늘의 젊은 예술가상」
- 2009년 제28회 「김수영문학상」

## 저서

### 시집
- 《나는 이 세상에 없는 계절이다》(랜덤하우스코리아, 2006; 개정판 문학과지성사, 2012)
- 《기담》(문학과지성사, 2008)
- 《시차의 눈을 달랜다》(민음사, 2009)
- 《고래와 수증기》(문학과지성사, 2014)

### 산문집
- 《틈만나면 살고싶다》(한겨레출판, 2017): 공저(그림 신준익)
- 《패스포트》(랜덤하우스코리아, 2007)
- 《레인보우 동경》(넥서스BOOKS, 2008) : 공저
- 《펄프 키드》(뜨인돌, 2008)
- 《밀어》(문학동네, 2012)
- 《자고 있어, 곁이니까》 (난다, 2013)
- 《펄프 극장》(글항아리, 2013)
- 《블랙박스》(안그라픽스, 2015)
- 《16시》(안그라픽스, 2015)
- 《나무 위의 고래》 (허밍버드, 2015)

### 시극집
- 《늑대는 눈알부터 자란다》(난다, 2014)
- 《내가 가장 아름다울 때 내 곁엔 사랑하는 이가 없었다》(열림원, 2015)
- 《나비잠》(호미, 2016)

### 기타
- 《노빈손의 판타스틱 우주 원정대》(뜨인돌, 2006)
- 《노빈손 조선 최고의 무역왕이 되다》(뜨인돌, 2010)
- 《당신의 예쁜 손글씨》 (소라주, 2016)

### 역서
- 《안녕을 말할 때》(조화로운삶, 2008)
- 《분홍주의보》(써네스트, 2010)
- 《라디오헤드로 철학하기》(한빛비즈, 2012)
- 《어린왕자》(허밍버드, 2013)
- 《존 레논 레터스》(북폴리오, 2014)
- 《아마도 그건 아물 거야》(아카넷주니어, 2014)
- 《CYCLE CHIC 사이클 시크》(북노마드, 2014)
- 《골리앗》(이봄, 2015)

## 같이 보기
- 한국어 시인 목록